# Банто, Карлос
Ка́рлос Банто́ Суа́рес (исп. Carlos Banteur Suárez; 13 октября 1986, Сантьяго-де-Куба) — кубинский боксёр полусредней весовой категории, выступал за сборную Кубы в середине 2000-х — начале 2010-х годов. Серебряный призёр летних Олимпийских игр в Пекине, обладатель Кубка мира, чемпион Панамериканских игр, победитель многих международных турниров и национальных первенств.

## Биография
Карлос Банто родился 13 октября 1986 года в городе Сантьяго-де-Куба. Первого серьёзного успеха в боксе добился в 2004 году, когда одержал победу на молодёжном чемпионате мира в Южной Корее. Год спустя попал в основной состав кубинской национальной сборной и побывал на командном Кубке мира в Москве, откуда привёз награду серебряного достоинства, несмотря на два проигранных боя.
Долгое время не мог закрепиться в сборной Кубы из-за слишком высокой конкуренции со стороны Эрисланди Лары, будущего чемпиона мира среди профессионалов. Однако после того как в 2007 году тот сбежал в США, Банто получил свой шанс и стал чемпионом страны, в частности в финале национального чемпионата одержал победу над Юделем Джонсоном. Благодаря череде удачных выступлений удостоился права защищать честь страны на летних Олимпийских играх 2008 года в Пекине — по пути к финалу в полусреднем весе победил таких известных боксёров, как Билли Джо Сондерс и Канат Ислам, тем не менее, в решающем матче со счётом 9:18 потерпел поражение от казаха Бакыта Сарсекбаева.
После пекинской Олимпиады Карлос Банто остался в основном составе кубинской национальной сборной и продолжил принимать участие в крупнейших международных турнирах. Так, в 2011 году в полусредней весовой категории он завоевал золотую медаль на Панамериканских играх в мексиканской Гвадалахаре. В том же сезоне выступил на мировом первенстве в Баку, но в первом же своём поединке уступил украинцу Тарасу Шелестюку, который в итоге стал чемпионом этого турнира. Безуспешно пытался пройти отбор на Олимпийские игры 2012 года в Лондоне и вскоре принял решение завершить спортивную карьеру.